# Дембови-Гай
Дембови-Гай (пол. Dębowy Gaj) — село в Польщі, у гміні Львувек-Шльонський Львувецького повіту Нижньосілезького воєводства.
Населення — 190 осіб (2011).
У 1975-1998 роках село належало до Єленьогурського воєводства.

## Демографія
Демографічна структура станом на 31 березня 2011 року:
|          | Загалом | Допрацездатний вік | Працездатний вік | Постпрацездатний вік |
| -------- | ------- | ------------------ | ---------------- | -------------------- |
| Чоловіки | 94      | 21                 | 66               | 7                    |
| Жінки    | 96      | 24                 | 51               | 21                   |
| Разом    | 190     | 45                 | 117              | 28                   |